# Euthymia Üffing
Maria Eurythimia Üffing, rodným jménem Emma Üffing (8. dubna 1914, Halverde – 9. září 1955, Münster) byla německá římskokatolická řeholnice, členka kongregace klementínek. Katolická církev ji uctívá jako blahoslavenou.

## Život

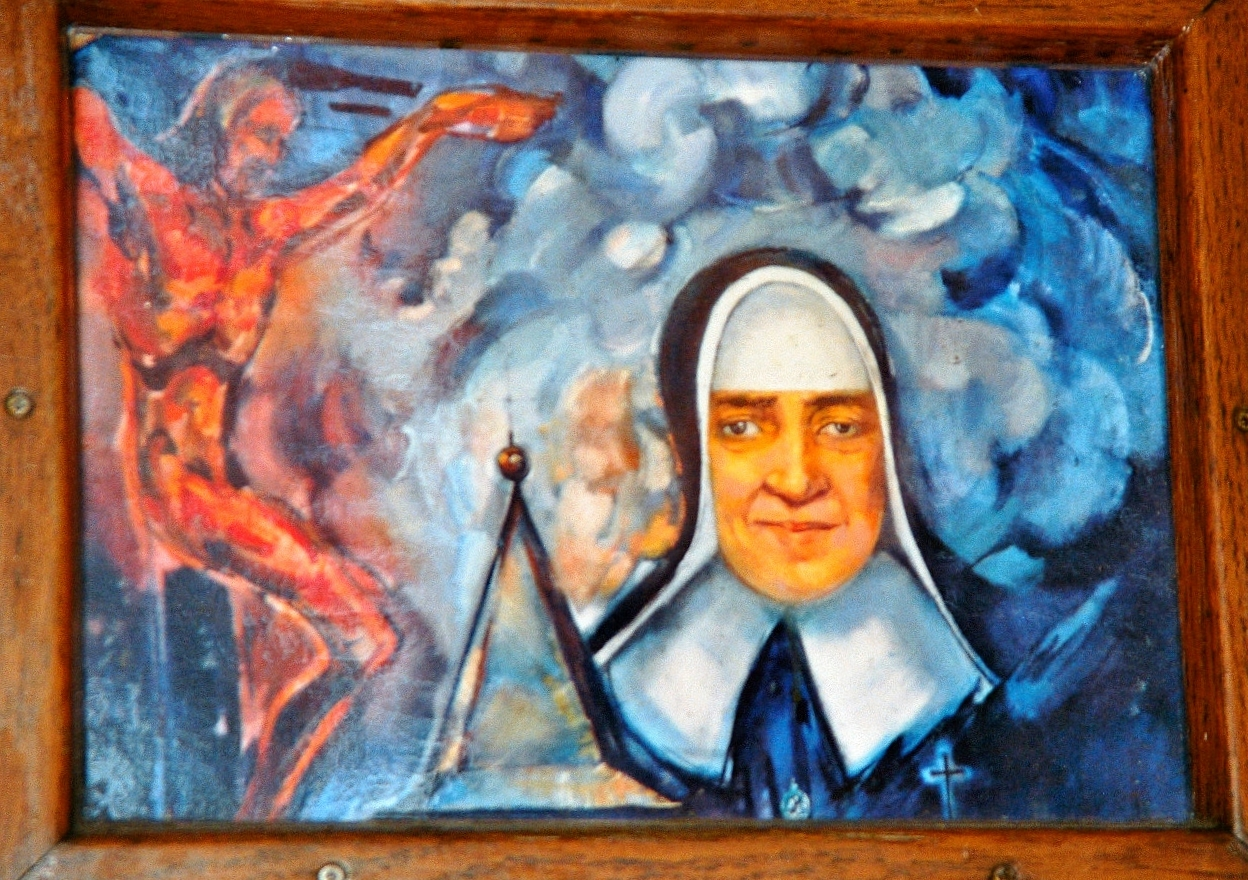
Obraz

Narodila se dne 8. dubna 1914 v Halverde v Hopstenu. Její rodiče August Űffing a Maria Schnitt pracovali jako farmáři a na jejich farmě také do svých 17 let pracovala. Později pracovala v kuchyni nemocnice svaté Anny v Hopstenu, kterou vedly sestry klementínky. Zde se do řeholní kongregace klementínek rozhodla vstoupit a 23. července 1934 v ní zahájila svůj postulát. Dne 2. října 1935 pak vstoupila do noviciátu, po kterém dne 11. října 1936 složila své první dočasné řeholní sliby. Přijala řeholní jméno Maria Euthymia.
V říjnu roku 1936 byla přidělena do nemocnice v Dinslakenu, kde dne 15. září 1939 složila zkoušku na zdravotní sestru a dne 15. září 1940 složila své doživotní řeholní sliby ve své kongregaci. Během druhé světové války vystřídala působení v různých německých nemocnicích, kde měla na starosti péči o pacienty z infekčními chorobami, mezi kterými byli zahraniční dělníci a váleční zajatci ze zemí jako Sovětský svaz nebo Velká Británie.
Po skončení války v roce 1945 byla přidělena do umýváren nemocnice v Dinslakenu a později 14. ledna 1948 byla poslána pracovat do mateřského domu své kongregace a do kliniky sv. Rafaela v Münsteru, kde působila po zbytek svého života. V březnu roku 1945 byla krátce nemocná, kdy se při práci nakazila a trpěla vysokou horečkou.
Dne 8. července 1955 jí byla diagnostikována rakovina střev poté, co zažila náhlý kolaps při práci v prádelně. Koncem srpna téhož roku měla extrémní horečku a byla upoutána na lůžko. Zemřela ráno 9. září 1955 v Münsteru na rakovinu střev. Její ostatky byly roku 1985 exhumovány a znovu pohřbeny na ústředním hřbitově v Münsteru.

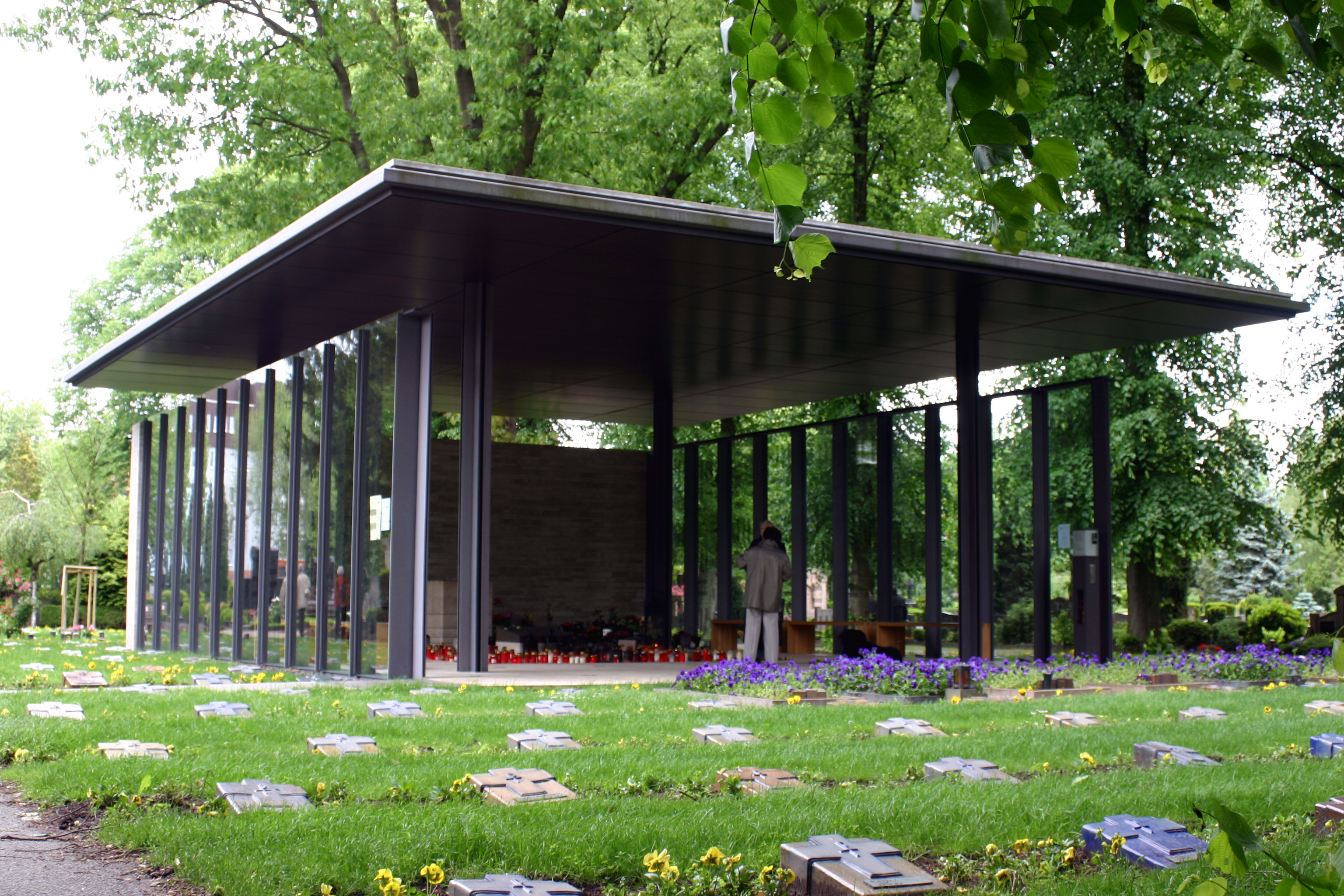
Kaple s její hrobkou na ústředním hřbitově v Münsteru

## Úcta
Její beatifikační proces započal dne 9. ledna 1976, čímž obdržela titul služebnice Boží. Dne 1. září 1988 ji papež sv. Jan Pavel II. podepsáním dekretu o jejích hrdinských ctnostech prohlásil za ctihodnou. Dne 1. července 2000 byl uznán zázrak na její přímluvu, potřebný pro její blahořečení.
Blahořečena pak byla dne 7. října 2001 na Svatopetrském náměstí papežem sv. Janem Pavlem II.
Její památka je připomínána 9. září. Bývá zobrazována v řeholním oděvu.